# Antonín Juran
Antonín Juran (14. března 1943 Blansko – 3. srpna 2022 Zlín) byl český fotbalový útočník a trenér.

## Hráčská kariéra
V československé lize hrál za TJ Gottwaldov a Slovan Bratislava, celkem nastoupil ve 48 utkáních a dal 11 gólů. V Poháru mistrů evropských zemí (předchůdce Ligy mistrů) nastoupil ve 2 utkáních v ročníku 1970/71. Poslední dva roky byl hrajícím trenérem Slušovic.

### Ligová bilance
| Ročník                                   | Zápasy | Góly | Klub              |
| ---------------------------------------- | ------ | ---- | ----------------- |
| 2. československá fotbalová liga 1968/69 | –      | –    | TJ Gottwaldov     |
| 1. československá fotbalová liga 1969/70 | 30     | 6    | TJ Gottwaldov     |
| 1. československá fotbalová liga 1970/71 | 18     | 5    | Slovan Bratislava |
| CELKEM I. LIGA                           | 48     | 11   |                   |

## Trenérská kariéra
- 1979/80 (5. liga) – TJ JZD Slušovice (vítězství, postup)
- 1980/81 (4. liga) – TJ JZD Slušovice (vítězství, postup – reorganizace soutěží)
- 1981/82 (4. liga) – TJ JZD Slušovice
- 1982/83 (4. liga) – TJ JZD Slušovice
- 1983/84 (4. liga) – TJ JZD Slušovice (vítězství, postup)
- 1984/85 (3. liga) – TJ JZD Slušovice
- 1985/86 (3. liga) – TJ JZD Slušovice (vítězství, postup)
- 1986/87 (2. liga) – TJ JZD AK Slušovice
- 1987/88 (2. liga) – TJ JZD AK Slušovice
- 1988/89 (2. liga) – TJ JZD AK Slušovice
- 1989/90 (2. liga) – TJ JZD AK Slušovice
- 1990/91 (2. liga) – TJ JZD AK Slušovice
- 1991/92 (2. liga) – TJ DAK MOVA Bratislava
- 1992/93 (2. liga) – FC Gera Drnovice (postup ze 2. místa)
- 1993/94 (3. liga) – SK Slovácká Slavia Uherské Hradiště (vítězství, postup)
- 1994/95 (2. liga) – FC T.I.C. Slovácká Slavia Uherské Hradiště (vítězství, postup)
- 1995/96 (1. liga) – FC JOKO Slovácká Slavia Uherské Hradiště (1.–7. kolo)
- 1995/96 (2. liga) – FK ZŤS Kerametal Dubnica (postup ze 4. místa)[3][4][5]
- 1996/97 (1. liga) – FK ZŤS Kerametal Dubnica (1.–7. kolo)[4][6][7][8]
- 1997/98 (2. liga) – FC Tatran Poštorná[9]
- 1998/99 (2. liga) – FK Svit Zlín (27.–30. kolo)[10]
- 2003/04 (3. liga) – 1. SC Znojmo

### Trenérská bilance
| Úroveň           | Z   | V   | R   | P   | VG  | OG  | Poznámky                               |
| ---------------- | --- | --- | --- | --- | --- | --- | -------------------------------------- |
| I. liga ČR       | 7   | 0   | 2   | 5   | 5   | 15  | pouze ČR                               |
| I. liga SR       | 7   | 1   | 1   | 5   | 7   | 12  | pouze SR                               |
| II. liga         | 274 | 126 | 66  | 82  | 446 | 307 | pouze ČSSR/ČSFR/ČR                     |
| III. liga        | 90  | 58  | 20  | 12  | 185 | 88  |                                        |
| IV. liga         | 108 | 55  | 26  | 27  | 202 | 126 | Jihomoravský krajský přebor a Divize D |
| CELKEM 1980–1999 | 479 | 239 | 114 | 126 | 838 | 506 | pouze ČSSR/ČSFR/ČR                     |

Poznámky:
- Z = Odkoučované zápasy; V = Vítězství; R = Remízy; P = Prohry; VG = Vstřelené góly; OG = Obdržené góly